# فيرا أتكينز
فيرا ماي أتكينز (بالإنجليزية: Vera Atkins)‏ (حاصلة على وسام الإمبراطورية البريطانية برتبة قائد)، هي ضابطة استخبارات بريطانية عملت في القسم الفرنسي التابع لمنظمة تنفيذ العمليات الخاصة (SOE) منذ عام 1941 حتى عام 1945 إبَّان الحرب العالمية الثانية.

## مطلع حياتها
وُلِدت أتكينز باسم فيرا ماريا روزنبرغ في غالاتس برومانيا، لوالدها ماكس روزنبرغ (تُوفي عام 1932)، وهو ألماني يهودي، وزوجته البريطانية اليهودية زيفرو هيلدا، والمعروفة باسم هيلدا (تُوفيت عام 1947). ولها أربعة أشقاء.
التحقت أتكينز لفترة وجيزة بجامعة السوربون بباريس لدراسة اللغات الحديثة وأكملت دراستها في لوزان، حيث أشبعت ولعها بالتزلج، قبل التدرب في كلية سكرتارية في لندن. أصاب والد أتكينز، الذي كان رجل أعمال ثري في دلتا الدانوب، الإفلاس عام 1932 وتوفي بعد ذلك بعام. بقيت أتكينز مع والدتها في رومانيا حتى هاجرت إلى بريطانيا في عام 1937، وهي خطوة اتُّخِذَت نتيجةً للوضع السياسي الخطير في أوروبا آنذاك والتطرف ومعاداة السامية المتزايدة في رومانيا.
خلال فترتها الذهبية إلى حد ما كشابةٍ في رومانيا، عاشت على العقارات الكبيرة التي اشتراها والدها في كراسنا (الآن تقع في أوكرانيا)، واستمتعت أتكينز بالمجتمع ذو الطابع العالمي في بوخارست حيث أصبحت قريبة من السفير الألماني المناهض للنازية، فريدرش-فيرنر غراف فون دير شولنبرغ (أُعدِم بعد مؤامرة يوليو 1944). في وقت لاحق ارتبط اسمها بطيار بريطاني شاب، ديك كيتون-كريمر، حيث التقت به في مصر، والذي ربما كانت مخطوبة له لفترة قصيرة.  قُتل في عملية في معركة كريت في 23 مايو عام 1941. لم تتزوج أبدًا، وعاشت في شقة مع والدتها منذ عملها في منظمة تنفيذ العمليات الخاصة حتى عام 1947 عندما توفيت هيلدا.
أثناء تواجدها في رومانيا، تعرفت أتكينز على العديد من الدبلوماسيين الذين كانوا أعضاء في المخابرات البريطانية، دعم بعضهم في وقت لاحق طلبها للحصول على الجنسية البريطانية، والذين رأوا أن أخذ آرائها وأسرتها المؤيدة بشدة لبريطانيا بنظر الاعتبار، قد يؤهلها لتقديم معلومات باعتبارها «شخصًا ذا امتيازات». عملت أيضًا كمترجمة وممثلة عن شركة نفط.
كان اسم «أتكينز» هو اسم والدتها قبل الزواج وهو نسخة أنغليكانية من «إتكينز» الأصلية، والذي تبنته كاسمها الخاص.  كانت قريبة رودولف فربا.
في ربيع عام 1940، قبل انضمامها إلى منظمة تنفيذ العمليات الخاصة، سافرت أتكينز إلى البلدان المنخفضة لتوفير المال لرشوة ضابط من وكالة الاستخبارات الألمانية، هانز فيلي، للحصول على جواز سفر لأحد أقربائها، فريتز، للهروب من رومانيا.  لقد تقطعت السبل على أتكينز في هولندا عند غزو الألمان في 10 مايو 1940، وبعد أن اختبأت لفترة، تمكنت من العودة إلى بريطانيا في أواخر عام 1940 بمساعدة شبكة مقاومة بلجيكية. أبقت أتكينز هذه الأحداث سرًا طوال حياتها، ولم ترَ النور إلا بعد وفاتها عندما تعقبت كاتبةُ سيرتها الذاتية سارة هيلم بعضَ المشيعين في جنازة أتكينز.
تطوّعت أتكينز كقائد احتياطات ضد الغارات الجوية في تشيلسي في الفترة التي سبقت عملها لدى منظمة تنفيذ العمليات الخاصة.  خلال هذا الوقت عاشت في نيل غوين هاوس في شارع سلون في تشيلسي.

## منظمة تنفيذ العمليات الخاصة (SOE)
رغم أنها ليست مواطنةً بريطانيةً، انضمت أتكينز في فبراير 1941 إلى القسم الفرنسي من منظمة تنفيذ العمليات الخاصة كسكرتير. وسرعان ما أصبحت مساعداً لرئيس القسم العقيد موريس بكماستر، وأصبحت ضابط مخابرات بحكم الأمر الواقع. عملت كمدنية حتى أغسطس 1944، عندما تم تكليفها بمهمة ضابطة طيران في سلاح الجو النسائي المساعد (WAAF). في فبراير 1944 تم منح أتكينز الجنسية البريطانية لتصبح أحد رعاياها.  تم تعيينها لاحقًا ضابط مخابرات (F-Int) في (قسم F).
كان دور أتكينز الأساسي في منظمة تنفيذ العمليات الخاصة هو تجنيد عملاء بريطانيين ونشرهم في فرنسا المحتلة.  كانت أيضًا مسؤولة عن الإناث اللواتي البالغ عددهن 37 واللاتي يعملن في منظمة تنفيذ العمليات الخاصة كقائمات على نقل البريد وتشغيل شبكات الاتصال اللاسلكية في الدوائر المختلفة التي أنشأتها منظمة تنفيذ العمليات الخاصة.  كانت أتكينز تعتني بـ «التدبير المنزلي» للعملاء، مثل فحص ملابسهم وأوراقهم للتأكد من أنهم مناسبون للمهمة، وإرسال رسائل مطمئنة مكتوبة مسبقًا على فترات منتظمة، والعمل كوسيلة تواصل منظمة تنفيذ العمليات الخاصة مع عائلاتهم وضمان تلقيهم رواتبهم. غالبًا ما كانت أتكينز ترافق العملاء إلى المطارات التي يغادرون منها إلى فرنسا، وتجري لهم عمليات تفتيش أمنية نهائية قبل توديعهم.
حضرت أتكينز بصورةٍ دائمةٍ اجتماعات رؤساء الأقسام اليومية التي يرأسها بكماستر، وغالبًا كانت تبقى في وقت متأخر من الليل في غرفة الإشارات في انتظار عمليات البث التي تم فك شفرتها وارسالها من قبل العملاء الميدانيين.  كانت تصل عادة إلى مكتب شارع بيكر في قسم F في حوالي الساعة 10:00 صباحًا.
على الرغم من أنها لم تحظى بشعبية لدى العديد من زملائها، إلا أنها كانت موضع ثقة لدى بكماستر لنزاهتها وذاكرتها الاستثنائية ومهاراتها التنظيمية الجيدة.  بطولها الفارع الذي يبلغ 5 أقدام و9 إنشات، كانت ترتدي عادة بدلات تنورة تمت خياطتها يدويًا. كانت مدخنة مدى الحياة، مفضّلة ماركة سينير سيرفس للسجائر.

## جدل
استمر الجدل في بعض الدوائر حول كيفية ولماذا لم يتم التقاط الأدلة التي تشير إلى أن واحدة من شبكات التجسس الرئيسية التابعة لقسم F تم اختراقها من قبل الألمان، ولماذا فشل بكماستر وأتكينز في سحب العملاء المعرضين للخطر. بل وأرسلا المزيد منهم.  أرسل المشغل اللاسلكي لدائرة بروسبر، جيلبرت نورمان («آركامباود») رسالة أُهمِل منها فحصه الأمني الحقيقي – والذي صُنِّف على أنه خطأ متعمد. فلماذا لم تتحدى بكماسترعندما التُقطت ووصلت إشارات أخرى من أجهزة الراديو دون فحص؟  يُزعم أن أتكينز كانت مهملة بسماحها لباكماستر بتكرار أخطائه على حساب حياة العملاء، بما في ذلك 27 اعتقلوا أثناء هبوطهم وتم قتلهم لاحقًا من قبل الألمان.
تقول سارة هيلم أن أتكينز، التي كانت لا تزال تمتلك أقرباءً في أوروبا المحتلة من قبل النازيين، ربما كانت دفاعيةً في تورطها مع وكالة الاستخبارات الألمانية في إنقاذ ابن عمها فريتز روزنبرغ عام 1940، وهو أمر حافظت عليه سرا من منظمة تنفيذ العمليات الخاصة. علاوة على ذلك، باعتبارها رومانية لم تحصل بعد على الجنسية البريطانية، كانت من الناحية القانونية غريبةً، أجنبية وضعيفة للغاية. مهما كانت الحقيقة، كان بكماستر هو الضابط الأعلى رتبة من أتكينز، وبالتالي فإنه هو المسؤول في النهاية عن إدارة عملاء منظمة تنفيذ العمليات الخاصة الفرنسيين، ظلت أتكينز مدنية وليست مواطنة بريطانية حتى شهر فبراير من عام 1944.